# Rollcage
Rollcage är ett racingdatorspel, utvecklat av Attention To Detail och utgivet av Psygnosis år 1999 till Windows och Playstation. Spelet fick en uppföljare: Rollcage Stage II (2000).

## Om spelet
Rollcage är ett spel släppt 1999. Det unika med spelet är bilarnas förmåga att köra på väggar/tak.
Rollcage uppföljdes ett år senare av uppföljaren Rollcage Stage II. I SII finns det fler bilar, fler banor och fler spelupplägg.